# Rusty Smith
Rusty Smith (n. 27 august 1979, Long Beach, California, SUA) este un sportiv ce a reprezentat Statele Unite ale Americii, medaliat olimpic. A participat la 2 ediții ale Jocurilor Olimpice (2002, 2006) în care a câștigat două medalii de bronz.